# هان لي
هان لي (بالصينية: 韩利) هي لاعبة كرة الريشة صينية، ولدت في 16 يناير 1988 في تايآن في الصين.

## وصلات خارجية
- هان لي على موقع BWF.tournamentsoftware.com (الإنجليزية)
- هان لي على موقع BWFbadminton.com (الإنجليزية)